# 3T (美國音樂組合)
3T是一個美國R&B音樂組合，三位成員Taj（本名：Tariano Adaryll Jackson II）、Taryll（本名：Taryll Adren Jackson）和Tj（本名：Tito Joe Jackson）都是麥可·傑克森二哥狄托·傑克森的孩子。

## 音樂歷程
幼年的3T經常跟隨父親參加各種演出，同時又受叔叔麥克的影響，從小就表現出極大的音樂天賦。1980年代他們參與了幾個親戚們的音樂錄影帶拍攝，其中有傑克森樂團的Can You Feel It（你能感覺到嗎），2300 Jackson Street（2300傑克森街）。珍妮·傑克森的When I Think Of You（當我想起你）。
1990年代初，3個孩子相繼完成學業，狄托萌生了讓孩子步入音樂圈的想法，他於是與弟弟麥克商量，讓他們加入了叔叔的音樂公司MJJ Music。他們首次公開的處女作是1992年的傳記電影An American Dream（傑克森：一個美國夢中的一段過渡插曲，由狄托在摩堂唱片的老朋友Keith Andes擔任製作人，歌曲是由3T所寫。真正的首個單曲是1993年電影威鯨闖天關的完整插曲Didn't Mean To Hurt You（不是有意要傷害你）。
在1995年3T公開了首張專輯Brotherhood（兄弟）。叔叔麥可參與其中兩首歌曲Why（為什麼）和I Need You（我需要你）的背景和聲錄製，Why的音樂錄影帶更是親情出演。有了巨星叔叔的支持這張專輯非常成功，全球銷量超過300萬。1996年他們開始了Brotherhood世界巡演。
1997年夏天他們開始製作第二張專輯，由於他們所屬的MJJ Music 和SONY公司之間陷入糾紛，所以直到2002年合約結束前此專輯從未發行。2004年3T發行了新專輯Identity（身份），整張專輯除了一首翻唱自Lionel Richie（萊昂納爾·里奇）的歌曲Stuck On You（離不開你）外，其他11首歌曲都由3T自己完成。
2009年，3T參與了A&E網絡電視特集The Jacksons: A Family Dynasty（傑克森：家族王朝）的錄製，此片中還有很多其他傑克森家族成員。2010年1月31日第52屆葛來美頒獎典禮，3T陪同他們的堂弟妹們領取頒給麥可傑克森的終身成就獎。並在隔天參與四海一家We Are The World 25週年紀念版本的錄製。目前3T並沒有公開活動，但是他們3人都有各自的計畫正在進行中。Taj正在自製殭屍電影Code Z，Taryll即將完成自己的個人專輯，而TJ將在2011年秋天首次登台主演音樂劇Sisterella。

## 唱片記錄

### 專輯
- 1995: Brotherhood（兄弟）
- 2004: Identity（身份）

### 單曲
- 1995: "Anything"(#2 UK, #15 US)
- 1995: "24/7" (#11 UK)
- 1996: "Tease Me" (#103 US)
- 1996: "Why" (#2 UK, #112 US)
- 1996: "I Need You" (#3 UK)
- 1996: "Gotta Be You" (#10 UK)
- 1997: "Eternal Flame" (#12 Japan)
- 2003: "Stuck on You" (#14 UK, #3 NL)
- 2004: "Sex Appeal"
- 2005: "If You Leave Me Now"

### 其他
- 1993: "Didn't Mean To Hurt You" (威鯨闖天關 插曲)
- 1995: "What Will It Take" (威鯨闖天關2 插曲)
- 1997: "Waiting For Love" (MIB星際戰警 插曲)
- 1999: "Thinkin' " (Trippin' 插曲)

## 相關鏈接
- 傑克森家族

## 外部連結
- 3T 官方網站
- Taryll Jackson 官方網站
- Taj Jackson 官方網站
- sisterella 官方網站
- Code Z官方網站